# Josef Metzger (Journalist)
Josef „Joe“ Metzger (* 11. März 1943 in Wien) ist ein österreichischer Journalist, Buchautor, Kolumnist und Blogger. Er war langjähriger Sportressortleiter der Tageszeitung Die Presse.

## Biografie
Seine journalistische Laufbahn begann 1964 durch eine Empfehlung von Kurt Jeschko an den damaligen Sportchef der Presse, Gerhard Zimmer. Metzger wurde als freier ORF-Mitarbeiter tätig und erhielt 1967 eine Festanstellung als Sportredakteur. Er beendete daraufhin zu Gunsten seiner Karriere sein Studium. Gemeinsam mit Dieter Seefranz verfasste er das Buch Der Weiße Rausch und produzierte 1974 die Fernsehsendung Schranz mal 8.
1979 übernahm Metzger die Leitung der Sportredaktion der Presse eine Position, die er bis 2009 innehatte. Er war für die Berichterstattung über nationale und internationale Sportereignisse verantwortlich und wirkte an der Ausbildung von Nachwuchsjournalisten mit.

### Nach der Pensionierung
Nach seiner Pensionierung arbeitete Metzger als freier Journalist für nationale und internationale Medien und veröffentlichte Analysen und Kommentare über den Blog Joe Metzger Live.
Als Buchautor trug er zur Olympischen Sportbibliothek München bei und verfasste Kapitel für Werke von Harry Valerien über Weltmeisterschaften, Europameisterschaften und Olympische Spiele. Zudem schrieb er Biografien über Sepp Resnik und Peter Schröcksnadel.

## Auszeichnungen
1999 wurde ihm für seine Verdienste das Silberne Ehrenzeichen der Republik Österreich und der Media World Sport Award verliehen.

## Werke (Auswahl)
- Der Weiße Rausch mit Dieter Seefranz
- Sammlung unveröffentlichter Anekdoten
- Maulbeerbaum und Küchenfeen mit Hedi Bachinger
- Biografie über Sepp Resnik
- Biografie über Peter Schröcksnadel
- Krankl-Biographie (Mein Weg zur WM)
- Polster-Biographie 1998
- Toni Doppelpack
- Sicher unterwegs mit Niki Lauda 1977